# Hans Wolfgang Pemmer
Hans Wolfgang Pemmer (* 30. Mai 1950 oder 31. Mai 1950; † 14. Dezember 2017) war ein österreichischer Schauspieler.

## Leben

### Theater
Hans Wolfgang Pemmer war von 1980 bis 2010 Ensemblemitglied am Theater in der Josefstadt, wo er neben den Wiener Kammerspielen der Josefstadt in rund 120 Rollen auf der Bühne stand. Dort spielte unter anderem in der 1990 aufgezeichneten Nestroy-Posse Frühere Verhältnisse in einer Inszenierung von Hellmuth Matiasek die Rolle des Herrn von Scheitermann an der Seite von Michaela Rosen als dessen Frau Josephine, Otto Schenk als Anton Muffl und Christine Ostermayer als Peppi Amsel. An der Josefstadt bzw. den Kammerspielen der Josefstadt war er außerdem beispielsweise  als Patient in Sonny Boys (1999), als Strunk in Kampl (2005) unter der Regie von Herbert Föttinger und als Apotheker Monsieur Fleurant in Der eingebildet Kranke (2005) unter der Regie von Claude Stratz zu sehen. Seine letzte Josefstadt-Produktion war Jugend ohne Gott (2010).
Im Jedermann bei den Salzburger Festspielen gab er von 1995 bis 2001 unter der Regie von Gernot Friedel den Koch.

### Film und Fernsehen
In der ORF-Fernsehserie Kottan ermittelt spielte er 1983 in drei Folgen die Rolle des Wasservogel Junior. Episodenrollen hatte er in Serien wie Der Sonne entgegen (1985), Mozart und Meisel (1987), Heiteres Bezirksgericht (1988/89), Kommissar Rex (1994), Kaisermühlen Blues (1997) und in Dolce Vita & Co (2002). In der Arbeitersaga spielte er 1988 in der Folge Müllomania den Wirt. 
In der Filmkomödie André schafft sie alle von Peter Fratzscher verkörperte er 1985 die Rolle des Regisseurs, in Erhard Riedlspergers Tunnelkind (1990) spielte er Alexanders Vater. In Hinterholz 8 von Harald Sicheritz mit Roland Düringer war er 1998 als Gendarm zu sehen.
Hans Wolfgang Pemmer starb im Dezember 2017 im Alter von 67 Jahren und wurde am Wiener Zentralfriedhof bestattet.

## Filmografie (Auswahl)
- 1972: Die Angst des Tormanns beim Elfmeter
- 1976: Der Rebell, der keiner war (Fernsehfilm)
- 1976: Unternehmen V2
- 1977: Tatort: Der vergessene Mord (Fernsehreihe)
- 1978: Hiob (Miniserie)
- 1980: Der Mustergatte (Fernsehfilm)
- 1982: Die fünfte Frau (Miniserie)
- 1983: Kottan ermittelt (Fernsehserie, drei Folgen)
- 1983: Strawanzer / Die letzte Runde
- 1985: André schafft sie alle
- 1985: Der Sonne entgegen – Hochzeit mit Hindernissen (Fernsehserie)
- 1987: Mozart und Meisel – Bis zum Hals im Wasser (Fernsehserie)
- 1987: Vom Glück verfolgt – Herzdame (Fernsehserie)
- 1988: Arbeitersaga – Müllomania (Fernsehserie)
- 1988–1989: Heiteres Bezirksgericht (Fernsehserie, zwei Folgen)
- 1990: Der Gorilla – Der Gorilla und der Wiener Walzer (Fernsehserie)
- 1990: Tunnelkind
- 1990: Die Piefke-Saga – Der Skandal (Miniserie)
- 1991: Die Strauß-Dynastie (Miniserie)
- 1991: Eurocops – Nasse Füsse (Fernsehserie)
- 1994: Kommissar Rex – Die Tote von Schönbrunn (Fernsehserie)
- 1994: Der Salzbaron – Fremde Welten (Miniserie)
- 1994: Ein Anfang von Etwas (Fernsehfilm)
- 1995: Mein Opa ist der Beste (Fernsehfilm)
- 1996: Tatort: Kolportage (Fernsehreihe)
- 1996: Die Nachbarn (Fernsehserie)
- 1997: Kaisermühlen Blues – Der Traumurlaub (Fernsehserie)
- 1998: Hinterholz 8
- 1998: Die 3 Posträuber
- 1999: Sonny Boys (Fernsehfilm)
- 2000: Jedermann (Fernsehfilm)
- 2002: Dolce Vita & Co (Fernsehserie, zwei Folgen)
- 2005: Der eingebildete Kranke (Fernsehfilm)
- 2005: Kampl (Fernsehfilm)